# Marisa Merz
Maria Luisa Truccato, conocida como Marisa Merz (Turín, 23 de mayo de 1926 – ibídem, 20 de julio de 2019) fue una artista italiana, exponente del arte povera.

## Biografía
Su padre trabajaba para Fiat. 

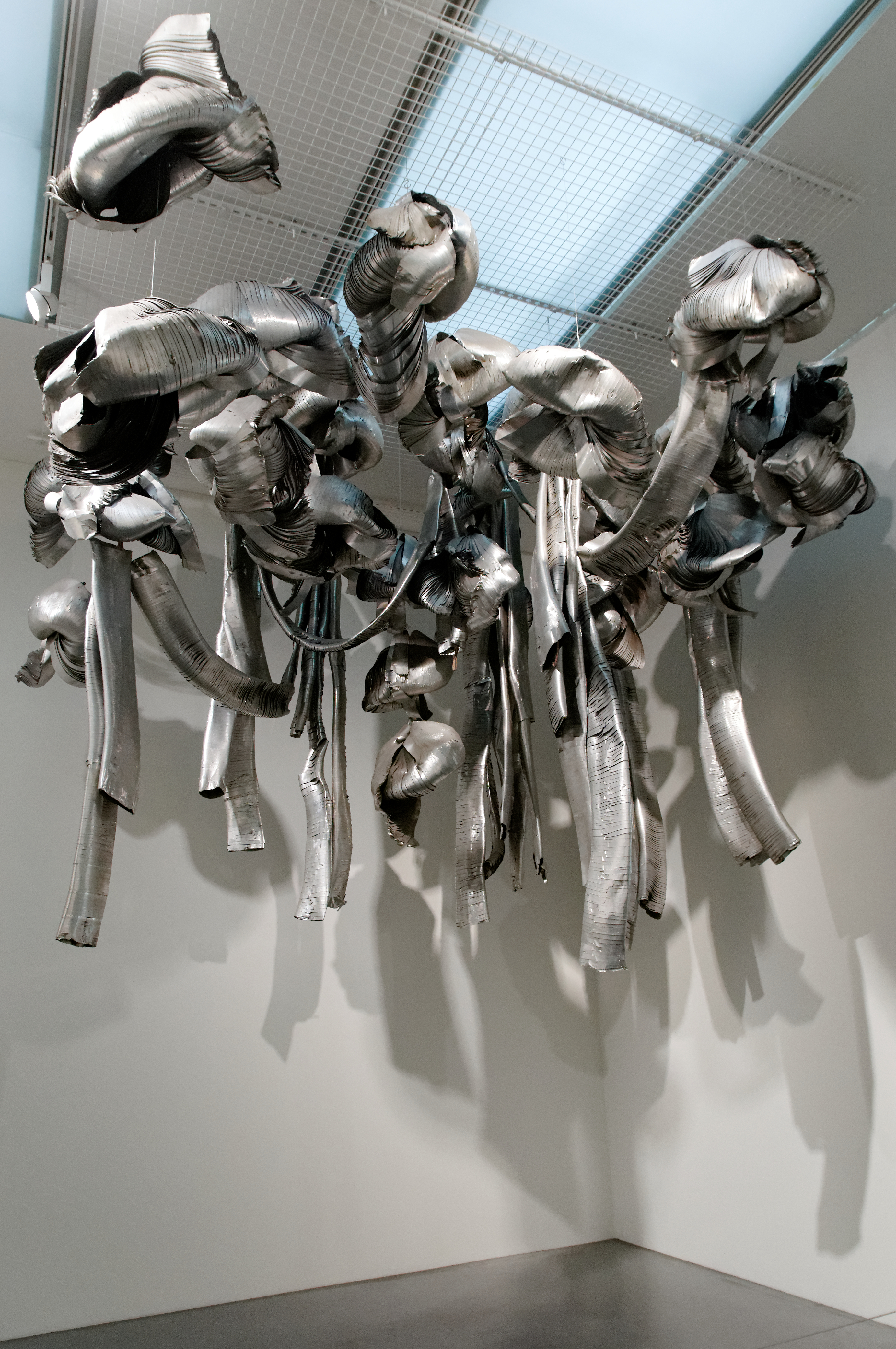
Sin título, 1966, Tate Modern

Marisa Merz estudió ballet y trabajó un tiempo como modelo para el artista Felice Casorati.
En los 1950, conoció a quien sería su marido Mario Merz y con quien tuvo una hija Beatrice “Bea” Merz.
Como autodidacta y miembro de "Arte Povera", solía utilizar en sus obras materiales como cera, arcilla, aluminio, papel de estaño, cobre o cáñamo.